# 喻以言
喻以言（1886年—1974年8月17日），字训庭，天津宝坻人，宝坻区第一家私立小学——喻氏私立小学创始人兼校长，祖籍湖北江夏，为喻氏北迁后第九代。

## 生平
1886年出生于宝坻县喻庄子村，1900年受舅父资助拜师三堂叔喻曾培，1906年受聘为宝坻东关小学堂教习，1918年赴北京学习字母注音和白话文，后进入武清初级师范学校学习，毕业后任武清县巡行教员，1925年回乡于宝坻城关小学任教，1928年与张峻岭创建喻氏私立小学并任校长，1935年喻氏私立小学被河北省教育厅勒令停办，赴张头窝村任教，1939-1942年先后任宝坻男子小学与宝坻女子小学校长，1942年被日伪宝坻县政府免职，赴刘举人庄任教，后历任民校教师与税务征收员，1974年8月17日于宝坻逝世。